# Clos Clementi
Le Clos Clementi est un domaine viticole situé à Poggio-d'Oletta en Corse. Il est classé en AOC Patrimonio.

## Histoire du domaine
L'appellation Clos Clementi a été créée en 2002 par Antoine et Jean Pierre Clementi mais le domaine se trouve sur un vignoble fondé en 1936 par leur grand-père Antoine Clementi, puis repris par leur père Édouard Clementi. À la mort de ce dernier, Jean Pierre et Antoine reprirent en main l'exploitation avec l'aide de leur autre grand-père, Pierre Louis Merlandi.

## Le terroir et son vignoble
Le vignoble couvre 15 hectares et est implanté sur un sol argilo-calcaire. L'âge moyen des vignes se situe entre 3 et 40 ans avec une densité de plantation de 3 300 pieds à l'hectare.

## Vinification
- Rouge Nielluciu 90 %, Grenache 10 %. Macération pendant 25 jours. Fermentation 12 jours à 26 - 30°. Fermentation Malo-lactique 5 jours. Élevage en cuve Inox-Béton
- Rosé : Niellucio 80 % Grenache 20 %. Pressurage direct. Fermentation thermorégulée 10 à 15 jours à 14 - 16°. Élevage en cuve inox
- Blanc : 100 % Vermentinu. Pressurage direct.

Fermentation thermorégulée 10 à 15 jours à 14 - 16°. Élevage en cuve inox
- CUVE : inox, béton
- CUVAISON : Rouge 8 à 10/jrs
- TEMPERATURE : 
  - Rouge : 28-−30°.
  - Rosé et Blanc : 18°
- VINS PROPOSES : Rouge, Rosé, Blanc

## Millésimes
- Blanc 2005 cuvée Emma (4 étoiles au guide des vins)[2]

## Gastronomie
Ces vins sont traditionnellement proposés en rouge sur les gibiers et viandes, en rosé pour accompagner les charcuterie, grillades et viandes blanches, en blanc sur les fruits de mer.